# Kypello Kyprou 1946-1947
La Kypello Kyprou 1946-1947 fu la 10ª edizione della coppa nazionale cipriota. Vide la vittoria finale dell'APOEL, giunto al suo terzo titolo.

## Formula
Presero parta alla manifestazione tutte le sette squadre di A' Katīgoria: il torneo prevedeva tre turni: quarti, semifinali e finale entrambe di sola andata; la squadra di casa era scelta per sorteggio, così come per sorteggio furono scelte le due squadre ammesse direttamente alle semifinali. Se una partita veniva pareggiata, si andava i tempi supplementari: in caso di ulteriore pareggio, era prevista la ripetizione sul campo della squadra che era in trasferta.

## Quarti di finale
Le partite sono state giocate il 2 marzo 1947.
| Squadra 1          | Risultato | Squadra 2           |
| ------------------ | --------- | ------------------- |
| Anorthōsis         | 3 - 0     | Lefkoşa Türk        |
| APOEL              | 4 - 1     | AEL Limassol        |
| Olympiakos Nicosia | 3 - 2     | Pezoporikos Larnaca |
| EPA Larnaca        | Bye       |                     |

## Semifinali
| Squadra 1  | Risultato | Squadra 2          |
| ---------- | --------- | ------------------ |
| APOEL      | 4 - 0     | Olympiakos Nicosia |
| Anorthōsis | 3 - 1     | EPA Larnaca        |

## Finale
| Arbitro: | Argyris Gavalas |

|                                                                                               |           |                         |
| Likourgos Archontides 1’ Costas Vasileiou 35’ Andreas Pavlou 58’ (rig.) Pampos Avraamides 90’ | Marcatori | 52’ Kostakis Antoniades |

## Tabellone
|  | Quarti di finale    | Quarti di finale    | Quarti di finale   |                    |            | Semifinali | Semifinali | Semifinali |  |  | Finale | Finale | Finale |  |
|  |                     |                     |                    |                    |            |            |            |            |  |  |        |        |        |  |
|  | Anorthōsis          | Anorthōsis          | 3                  |                    |            |            |            |            |  |  |        |        |        |  |
|  | Anorthōsis          | Anorthōsis          | 3                  |                    |            |            |            |            |  |  |        |        |        |  |
|  | Lefkoşa Türk        | Lefkoşa Türk        | 0                  |                    |            |            |            |            |  |  |        |        |        |  |
|  | Lefkoşa Türk        | Lefkoşa Türk        | 0                  |                    | Anorthōsis | Anorthōsis | 3          |            |  |  |        |        |        |  |
|  |                     |                     |                    |                    | Anorthōsis | Anorthōsis | 3          |            |  |  |        |        |        |  |
|  |                     |                     | EPA Larnaca        | EPA Larnaca        | 1          |            |            |            |  |  |        |        |        |  |
|  | EPA Larnaca         | EPA Larnaca         | EPA Larnaca        | EPA Larnaca        | 1          | bye        |            |            |  |  |        |        |        |  |
|  | EPA Larnaca         | EPA Larnaca         |                    |                    |            |            |            |            |  |  |        |        |        |  |
|  |                     |                     |                    |                    |            |            |            |            |  |  |        |        |        |  |
|  |                     | Anorthōsis          | Anorthōsis         | 1                  |            |            |            |            |  |  |        |        |        |  |
|  |                     |                     |                    |                    |            |            |            |            |  |  |        |        |        |  |
|  |                     |                     | APOEL              | APOEL              | 4          |            |            |            |  |  |        |        |        |  |
|  | APOEL               | APOEL               | APOEL              | APOEL              | 4          | 4          |            |            |  |  |        |        |        |  |
|  | APOEL               | APOEL               |                    |                    |            |            |            |            |  |  |        |        |        |  |
|  | AEL Limassol        | AEL Limassol        | 1                  |                    |            |            |            |            |  |  |        |        |        |  |
|  | AEL Limassol        | AEL Limassol        | 1                  |                    | APOEL      | APOEL      | 4          |            |  |  |        |        |        |  |
|  |                     |                     |                    |                    | APOEL      | APOEL      | 4          |            |  |  |        |        |        |  |
|  |                     |                     | Olympiakos Nicosia | Olympiakos Nicosia | 0          |            |            |            |  |  |        |        |        |  |
|  | Olympiakos Nicosia  | Olympiakos Nicosia  | Olympiakos Nicosia | Olympiakos Nicosia | 0          | 3          |            |            |  |  |        |        |        |  |
|  | Olympiakos Nicosia  | Olympiakos Nicosia  |                    |                    |            |            |            |            |  |  |        |        |        |  |
|  | Pezoporikos Larnaca | Pezoporikos Larnaca | 2                  |                    |            |            |            |            |  |  |        |        |        |  |